# مونت موريس (نيويورك)
مونت موريس (بالإنجليزية: Mount Morris, New York)‏ هي بلدة أمريكية تقع في الولايات المتحدة في مقاطعة ليفينغستون، نيويورك. يقدر عدد سكانها بـ 4,465 نسمة .

## أعلام
- جون ويسلي باول
- جوزيف ستراوس
- فرنسيس بيلامي
- روس بارنز